# Slaughter (kanadensisk musikgrupp)
Slaughter var ett kanadensiskt thrash/death metal-band som bildades 1984 i Toronto, Ontario. De gav ut en EP, Nocturnal Hell (1986) och ett fullängdslbum Strappado (1986), innan bandet lades ner 1989. Chuck Schuldiner, grundare av bandet Death, var gitarrist i Slaughter en kort period 1986. Slaughter återuppstod 1996 då de spelade in en cover av Celtic Frosts "Dethroned Emperor" för tributalbumet In Memory of Celtic Frost. Debutalbumet Strappado återutgavs 2001 av Nuclear Blast och en samlingsbox med demoinspelningar och livematerial gavs ut 2007. 

## Medlemmar
Senaste medlemmar
- Dave Hewson – sång, gitarr (1984–1989)
- Brian Lourie – trummor (1986–1989; död 2008)
- Bobby Sadzak – gitarr (1987–1989, 1994–1995)

Tidigare medlemmar
- Ron Sumners – trummor (1984–1986)
- Terry Sadler – sång, basgitarr (1984–1989)
- Chuck Schuldiner – gitarr (1986; död 2001)

## Diskografi
Demo
- Meatcleaver (1984)
- Bloody Karnage (1984)
- Live Karnage (1985)
- Surrender or Die (1985) (Diabolic Force/Fringe Records)
- Paranormal (1988)
- The Dark - Demo IV (1988)
- Not Dead Yet (1990) (Headache Records)

Studioalbum
- Strappado (1986) (Diabolic Force/Fringe Records)
- Fuck of Death (2004) (HHR/Nunslaughter Records)

EP
- Fatal Judgement (1992) (som Strappado)

Singlar
- Nocturnal Hell (1986) (Diabolic Force/Fringe Records)

Samlingsalbum
- Not Dead Yet / Paranormal (2001) (Nuclear Blast)
- Tortured Souls (2007) (Marquee Records)
- Nocturnal Karnage (2010)
- Not Dead Yet (2011)
- One Foot in the Grave (2013)
- Demos Box (kassett box) (2014	)

Annat
- Back To The Crypt/Sadist (2004) (Horror Records) (delad EP: Slaughter / Nunslaughter)